# 掌叶垂头菊
掌叶垂头菊（学名：Cremanthodium palmatum）为菊科垂头菊属的植物。分布在锡金、不丹以及中国大陆的西藏等地，生长于海拔3,000米至4,000米的地区，多生在高山草地或高山流石滩，目前尚未由人工引种栽培。